# Arenaria szechuensis
Arenaria szechuensis là loài thực vật có hoa thuộc họ Cẩm chướng. Loài này được F.N.Williams mô tả khoa học đầu tiên năm 1901.